# دیمیتری کونیشف
دیمیتری کونیشف (انگلیسی: Dimitri Konyshev؛ زادهٔ ۱۸ فوریهٔ ۱۹۶۶) دوچرخه‌سوار اهل اتحاد جماهیر سوسیالیستی شوروی است.
وی در مسابقات کشوری و بین‌المللی در مجموع برندهٔ ۱ مدال نقره، ۱ مدال برنز شده‌است.